# Trelby
Trelby ist ein freies Textbearbeitungprogramm, das zum Schreiben von Drehbüchern gedacht ist. Es ist für Windows und Linux verfügbar, eine Version für Mac OS X ist geplant. Trelby stellt wie beispielsweise Celtx eine freie Alternative gegenüber dem Programm Final Draft dar, die den angloamerikanischen Industriestandard darstellt.

## Programm
Das Programm ist in sich simpel aufgebaut. Mit einem Rechtsklick kann man zwischen verschiedenen Texttypen (Szene, Aktion …) wechseln. Nach der Fertigstellung eines Skriptes kann dieses z. B. als PDF-Datei exportiert werden.